# Железнодорожная линия Лихославль — Вязьма
Лихославль — Торжок — Ржев — Вязьма — хордовая железнодорожная линия, проходящая по территории Тверской и Смоленской областей с севера на юг. Является составной частью железной дороги Санкт-Петербург — Симферополь. Вся линия однопутная, электрифицированы только первые 33 км дороги (до Торжка).
Участок Лихославль — Торжок открыт в 1870 году. Вторая очередь Новоторжской железной дороги (Торжок — Ржев) открыта в июле 1874 года. Оба участка были построены обществом Новоторжской железной дороги. В 1888 году была сдана Ржево-Вяземская железная дорога, сооруженная на средства правительства и со времени открытия состоявшая во временном заведовании обществом Новоторжской железной дороги. В 1894—1895 годах вся железная дорога от Торжка до Вязьмы перешла в состав Николаевской железной дороги.
Сейчас движение по линии малоинтенсивное. Большинство поездов дальнего следования, ходивших ранее по линии, переведено на Московскую железную дорогу. При этом, в 2010 году был замечен рост числа транзитных товарных поездов, обусловленный открытием скоростного движения на Октябрьской железной дороге, вследствие чего часть грузопотока была перенаправлена в обход через Торжок и Ржев.

## Лихославль — Торжок

### Описание
Участок однопутный, электрифицированный (постоянный ток 3 кВ). Начинается с ответвления от главного хода Октябрьской железной дороги сразу за железнодорожной станцией Лихославль при движении со стороны Москвы. Поезда из Санкт-Петербурга выходят на линию за станцией Шлюз, минуя Лихославль. На участке до Торжка имеется железнодорожный мост через реку Логовежь, а также пересечение с автодорогой М10 E 105 Москва — Санкт-Петербург.

### Интенсивность движения
По линии ежедневно ходят 7 пар пригородных электропоездов на Тверь, из которых 4 пары - экспрессы (по состоянию на 2025 год). Также здесь проходят поезда дальнего следования Санкт-Петербург — Смоленск. Ранее существовавший поезд Москва — Осташков в настоящее время не в ходу.

### Торжок

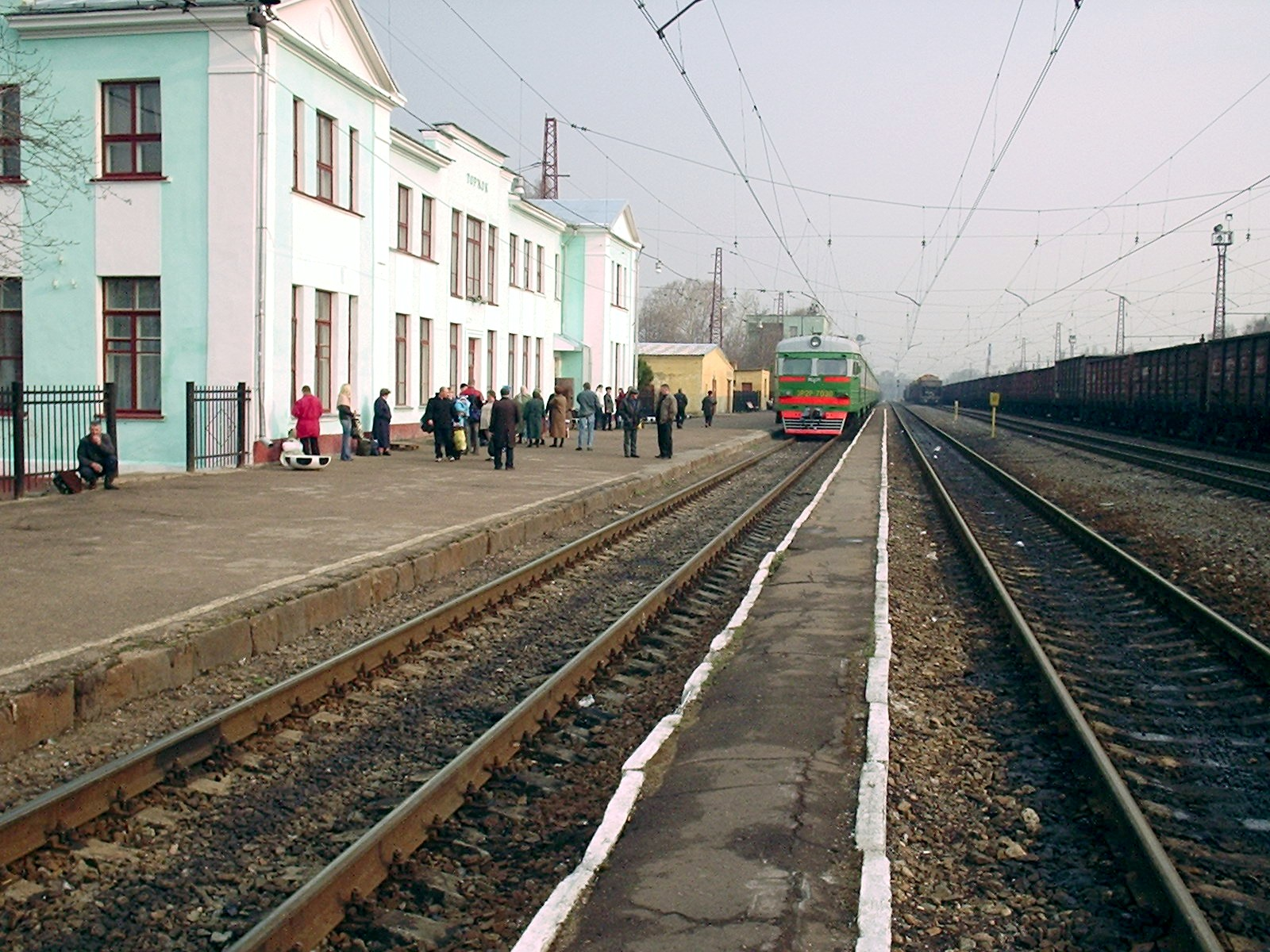
Станция Торжок

Торжок — первая узловая станция при движении со стороны Лихославля, на запад ответвляется линия на Соблаго. Для поездов, следующих из Санкт-Петербурга, производится смена электровоза на тепловоз. 

## Торжок — Ржев

### История
Участок открыт в 1874 году, в 1895 году передан Николаевской железной дороге. Проведение Новоторжской железной дороги отклонило пассажирское движение от станции Тверь и усилило движение на станциях Бологое и Новоторжской. Главнейшими грузами, перевозящимися по линии, были пшеница и дрова.
Во время Ржевской битвы в 1941 году линия являлась важным стратегическим объектом. Так, 9 декабря группа партизан пыталась взорвать железнодорожное полотно на дороге Ржев — Старица. При попытке подрыва попали в плен милиционеры Жуков, Лебедев и Крылов. В советские годы на линии было развито пассажирское движение. По линии ходили поезда дальнего следования из Ленинграда в Симферополь, Брянск, Калугу, Адлер.

### Нынешнее состояние
Участок однопутный, неэлектрифицированный. Начинается сразу за Торжком, в 33,6 км от станции Лихославль. По участку ходит 1 пара пригородных поездов Торжок — Ржев-Балтийский, поезд № 087А Санкт-Петербург — Смоленск (через день), а также дополнительный поезд №217А Санкт-Петербург-Витебский — Москва-Белорусская (по праздникам) и грузовые поезда. В основном на линии используются пассажирские тепловозы ТЭП70 , а также грузовые и маневровые 2М62У, ТЭМ2.

### Торжок — Старица
В начале участка в черте Торжка линию по путепроводу пересекает автомобильная дорога из Москвы. Первые 5 км дорога идет вплотную к железнодорожной линии Торжок — Соблаго. Несмотря на это, движение по обеим линиям осуществляется независимо друг от друга, соединительных путей между ними нет. За 4-м км от Торжка имеется два параллельных моста через реку Тверца и два раздельных железнодорожных переезда через каждую из линий, после которых дороги расходятся. Первая действующая станция на участке — Льняная, за которой находится железнодорожная полоса отвода протяженностью 14 км до песчано-гравийного месторождения «Сукромля». До станции Высокое линия проходит по мостам через реки Рачайна и Тьма, в черте поселка Высокое имеется железнодорожный переезд.

### Старица
Станция Старица расположена на 61 км линии, в 10 км от города Старица. На станции имеется путевое развитие. Сразу за станцией линию по путепроводу пересекает автодорога P-88 Старица — Дарьино — Берново — Высокое — Торжок. Вокруг станции образовано одноимённое сельское поселение.

### Ржев
Ржев-Белорусский (Ржев-I) — один из двух вокзалов во Ржеве. Имеется путевое развитие и две пассажирских платформы (по состоянию на 2011 год используется только первая платформа). В горловине со стороны Торжка имеется железнодорожный переезд. За станцией по направлению к Вязьме линия проходит по путепроводу над автодорогой Ржев — Осташков и железнодорожному мосту через Волгу. За мостом в черте города расположен разъезд Мелихово (здесь расходятся поезда Торжок — Ржев и Смоленск — Санкт-Петербург), после которого линия пересекается на разных уровнях с железной дорогой Москва — Рига и уходит на Вязьму.

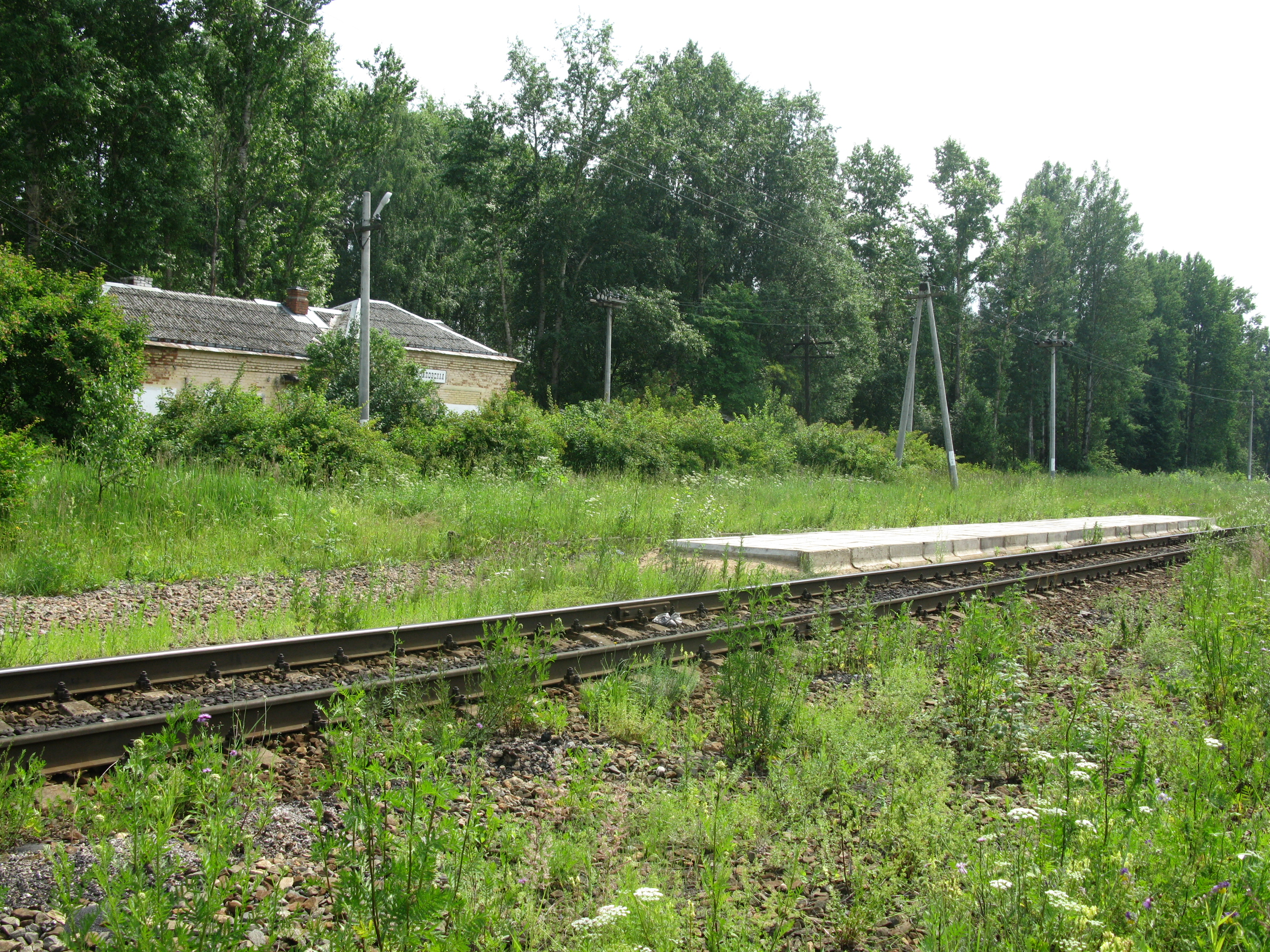
Платформа и заброшенное здание вокзала на станции Есиповская
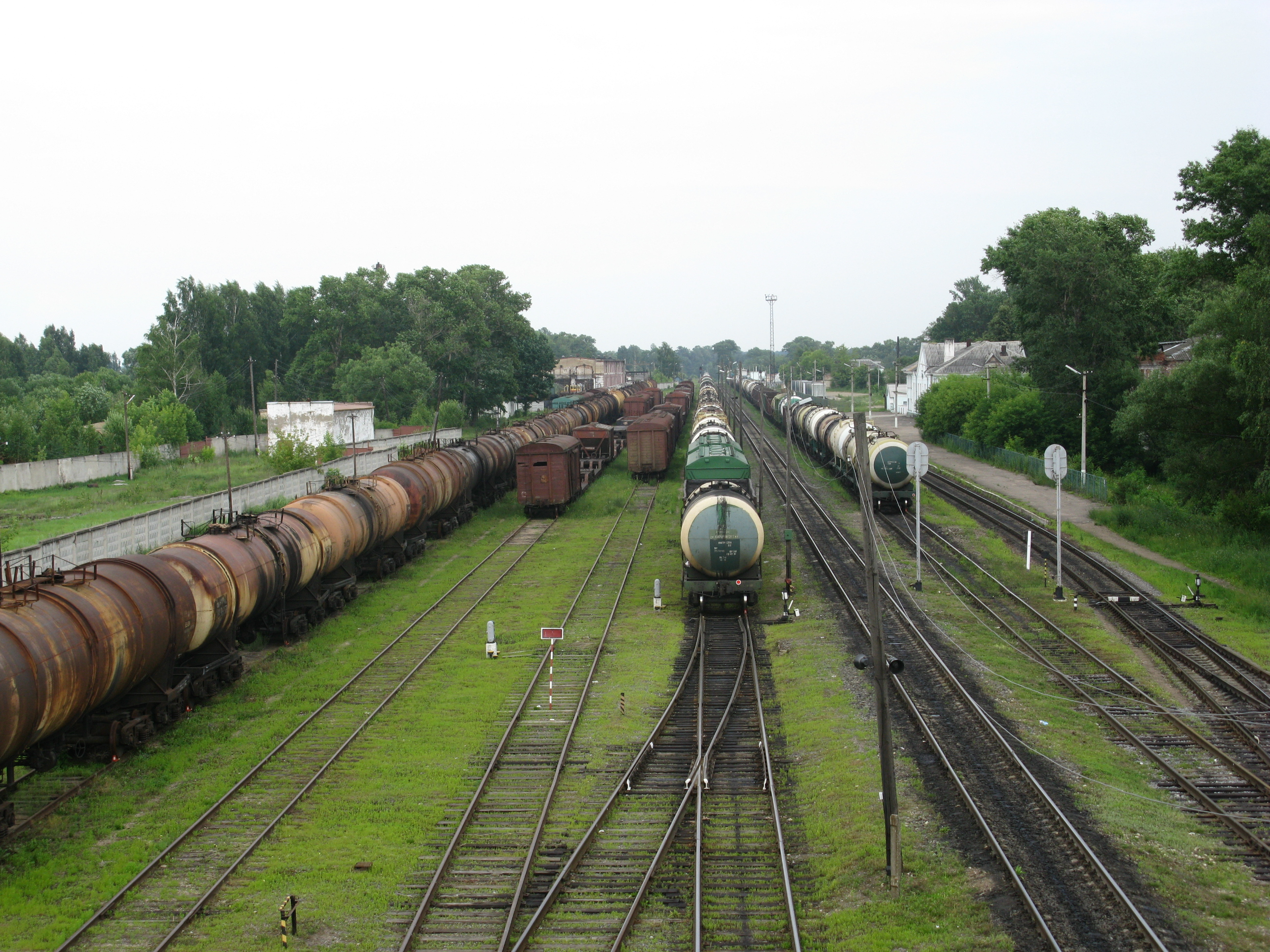
Станция Ржев-Белорусский
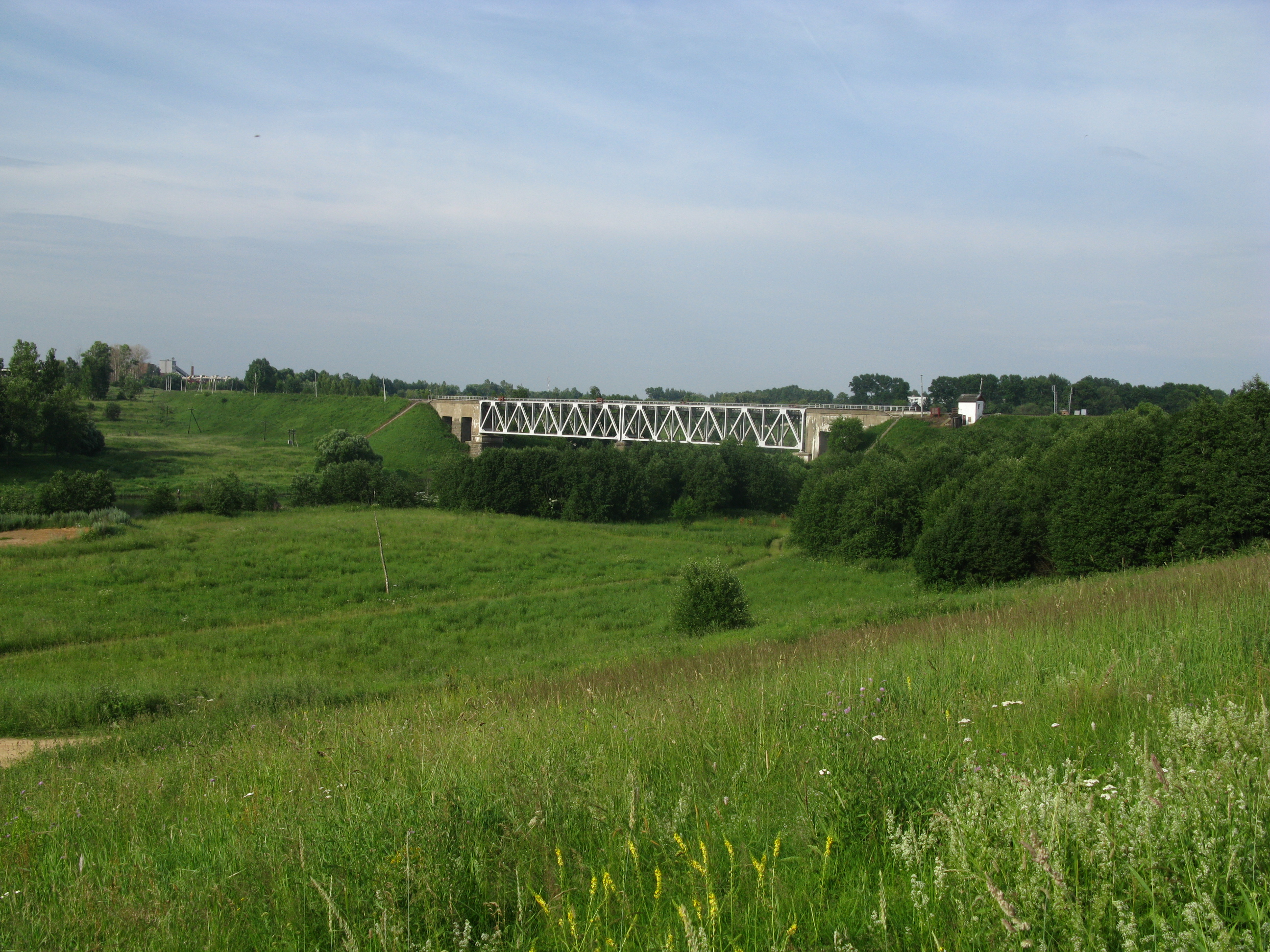
Железнодорожный мост через Волгу во Ржеве

## Ржев — Вязьма

### История
Ржево-Вяземская железная дорога была открыта в 1888 году, передана Николаевской железной дороге в 1894 году. Своим открытием линия связала Николаевскую и Московско-Брестскую железные дороги.
Во время войны линия имела важное стратегическое значение, будучи расположенной в местах развития событий Первой и Второй Ржевско-Сычёвских и Ржевско-Вяземской операций; на линии проводились диверсии и захваты станций.
От южной горловины станции Сычёвка отходила железнодорожная линия до станции Волоколамск. Остатки линии Сычёвка — Волоколамск видны на снимках со спутника и по сей день. Строительство линии от Волоколамска до Сычёвки было начато незадолго до второй мировой войны, но в 1941—1942-х годах пути были разрушены.

### Современное состояние
Протяженность участка от Ржева-I до станции Вязьма — 123 км. За Вязьмой после пересечения Смоленского (Белорусского) направления МЖД имеется продолжение железной дороги: однопутные неэлектрифицированные линии Вязьма — Брянск (на юг) и Вязьма — Сызрань (на юго-восток, далее на восток).
По состоянию на 2015 год, по линии ходит один поезд дальнего следования № 087А Санкт-Петербург — Смоленск. На маршруте Вязьма — Ржев-Балтийский работает автомотриса АЧ2 (две пары пригородных поездов в сутки, с 31.03.2015 — 1 пара в сутки). Крупнейшие станции:
- Осуга (станция стыкования ОЖД и МЖД, граница проходит к югу от станции, на границе Тверской и Смоленской областей);
- Сычёвка;
- Новодугинская;
- Касня.